# Silvia Toffanin
Silvia Toffanin (Marostica, 26 de octubre de 1979) es una presentadora de televisión, showgirl y ex modelo italiana.

## Biografía
Silvia Toffanin nació el 26 de octubre de 1979 en Marostica, en provincia de Vicenza (Italia), de una cuidadora nacida en Australia, Gemma Parison, y de un trabajador, pero creció en Cartigliano. Tiene una hermana menor llamada Daiana.

## Carrera
Silvia Toffanin cuando tenía catorce años era alumna del bachillerato lingüístico inserto en el Liceo Ginnasio GB Brocchi de Bassano del Grappa, fue advertida por un fotógrafo de su municipio, y, a pesar de su padre celoso que limita y controla sus salidas, comienza a trabajar localmente como modelo fotográfico, especialmente para trajes de esquí. También trabaja como camarera y limpiadora.
A los diecisiete años, en la discoteca de la tarde con unos amigos, casualmente se encuentra con las selecciones para Miss Italia 1997; empujada por sus amigos, participa y, después de otras selecciones, es premiada con la banda de "Ragazza Sasch top model tomorrow Véneto", con la que participa en la fase final retransmitida por televisión en septiembre, en Rai 1.
A los dieciocho años, a pesar de querer ser azafata, pero aún teniendo un póster de Claudia Schiffer en su dormitorio, se embarca en una carrera de modelo a tiempo completo con sede en Roma, pero trabajando en varias ciudades de Europa para Elite Model. Agencia de gestión.
En 2001, al volver de unos espectáculos en París, se enteró por su agente del casting de un programa de televisión que no conocía, Passaparola, que buscaba modelos que supieran bailar. Aunque nunca ha estudiado danza, participa y es contratada. Junto con las otras chicas, pasa el verano tomando lecciones de danza moderna con el coreógrafo Brian Bullard.
En 2001 volvió a la televisión como carta en el quiz de Canale 5 Passaparola (participando también en el calendario), permaneciendo allí durante dos temporadas hasta junio de 2002. En el mismo período participó en el programa Mosquito de Italia 1.
Debutó como presentadora el 20 de agosto de 2002 en el programa Nonsolomoda emitido por Canale 5, compromiso renovado por siete ediciones consecutivas hasta 2009. En 2003 participó en el concurso de talentos de Italia 1 Popstars como corresponsal y presentó el especial Moda mare en horario estelar en Moda mare a Porto Cervo, junto a Enrico Papi en Canale 5.
Inscrita en el registro de periodistas profesionales desde 2004, se graduó en 2007 en Lenguas y Literatura Extranjeras en la Universidad Católica del Sagrado Corazón, con una tesis sobre cine americano de televisión para adolescentes (con Aldo Grasso como supervisora).
Entre 2004 y 2006, como periodista de moda, editó una columna privada en Verissimo, programa que heredó de Paola Perego en septiembre de 2006. Del 11 de noviembre al 17 de diciembre de 2013, junto con Alessia Marcuzzi, formó parte del jurado del fashion talent show Fashion Style transmitido por La5. El 18 de diciembre de 2015, con el apoyo de Alvin, dirigió la vigésima tercera edición del Concerto di Natale, emitido en Canale 5.
El 25 de mayo de 2019, junto con Alessia Marcuzzi, Michelle Hunziker y Ilary Blasi, fue jurado excepcional en la final de la decimoctava edición de Amici di Maria De Filippi, emitido en Canale 5 con la conducción de Maria De Filippi. Del 21 al 26 de febrero de 2022 presentó Striscia la notizia con Ezio Greggio.

## Vida personal
Silvia Toffanin está vinculada sentimentalmente con el director general de Mediaset, Pier Silvio Berlusconi desde 2002, con quien tuvo dos hijos: Lorenzo Mattia, nacido el 10 de junio de 2010, y Sofia Valentina, nacida el 10 de septiembre de 2015.

## Programas de televisión
| Año          | Título                       | Cadeña   | Role                       |
| ------------ | ---------------------------- | -------- | -------------------------- |
| 1997         | Miss Italia                  | Rai 1    | Ella Misma / Concursante   |
| 2000-2002    | Passaparola                  | Canale 5 | Ella Misma / Letra pequeña |
| 2002         | Mosquito                     | Italia 1 | Conductora                 |
| 2002-2009    | Nonsolomoda                  | Canale 5 | Conductora                 |
| 2003         | Popstars                     | Italia 1 | Conductora                 |
| 2003         | Moda mare a Porto Cervo      | Canale 5 | Conductora                 |
| 2004-2006    | Verissimo                    | Canale 5 | Mantene una columna        |
| 2006-present | Verissimo                    | Canale 5 | Conductora                 |
| 2013         | Fashion Style                | La5      | Jurada                     |
| 2015         | Concerto di Natale           | Canale 5 | Conductora                 |
| 2019         | Amici di Maria De Filippi 18 | Canale 5 | Jurada excepcional         |
| 2022         | Striscia la notizia          | Canale 5 | Conductora                 |

### Especiales deVerissimo
| Año             | Título                                                                        | Cadeña   | Role       |
| --------------- | ----------------------------------------------------------------------------- | -------- | ---------- |
| 2013            | Verissimo - Il matrimonio di Belén                                            | Canale 5 | Conductora |
| 2017-2019, 2023 | Verissimo - Speciale Amici                                                    | Canale 5 | Conductora |
| 2018            | Verissimo - Harry e Meghan il matrimonio reale                                | Canale 5 | Conductora |
| 2020            | Verissimo - Per le donne                                                      | Canale 5 | Conductora |
| 2020            | Verissimo - Merry Xmas                                                        | Canale 5 | Conductora |
| 2022            | Verissimo - The Queen: Addio alla regina                                      | Canale 5 | Conductora |
| 2022            | Verissimo - Io sono Tiziano                                                   | Canale 5 | Conductora |
| 2023            | Verissimo presenta: Ciao Maurizio                                             | Canale 5 | Conductora |
| 2023            | Verissimo in collaborazione con il TG5 presenta: Ciao Maurizio                | Canale 5 | Conductora |
| 2023            | Verissimo in collaborazione con il TG5 presenta: L'incoronazione di Carlo III | Canale 5 | Conductora |